# 3,7 cm SKC/30
3,7 cm SK C/30 е немско полуавтоматично зенитно оръдие калибър 37 mm, разработено и произвеждано в Германия. Използва се за целите на близката ПВО на надводните кораби на Германия. Поставя се на сдвоена установка, стабилизирана по трите плоскости. Характерна особеност на оръдията е ниският темп на стрелбата в сравнение с автоматичните оръдия, но и превъзходни балистични характеристики. В хода на войната се допълват и частично се заменят с по-скорострелните оръдия армейски образец тип 3,7 cm FlaK 43, а също и с шведските оръдия Bofors L60.

## Описание и характеристики на оръдието
В началото на 30-те години на 20 век компаниите „Krupp“ и „Rheinmetall“ провеждат изследвания в търсене на най-доброто оръдие за ПВО способно да се бори с новите скоростни самолети. Основавайки се на изпитанията на различните оръдия от войските на ПВО фирмата „Rheinmetall“ създава 37-мм скорострелно оръдие (SK) C/30. През 1934 година това оръдие влиза в масово производство. То става първото 37-мм зенитно оръдие, постъпило на въоръжение в немския флот. Буквите „SK“ в името на оръдието означават „Schiffskanone“ (корабно оръдие), а „C“ – „Construktionsjahr“ (година на създаване или на модела) с указание във вид на дроба в двете последни цифри на годината.
В литературата то често е наричано автомат, макар това да не е вярно. Оръдието е само полуавтоматично, т.е. всеки снаряд се зарежда ръчно. Това ограничава практическата скорострелност на 30 – 40 изстрела в минута (което е много по-малко, отколкото 80 – 100 изстрела в минута на съвременника му – 40-мм зенитно оръдие „Бофорс“). Техническата скорострелност на оръдието съставлява 160 изстрела в минута, но на практика успешно се дават не повече от 80 изст./мин, а най-често – още по-малко. Резултатът е обусловен от проблемите, възникващи при ръчното зареждане и натренираността на разчета.
За сметка на това благодарение на много дългия ствол снарядът обладава висока начална скорост (1000 м/с), далечина на стрелба и досегаемост по височина. Полуавтоматичното 37-мм оръдие SK C/30 (3,7-cm Flak L/83, с реален калибър – 36,75 мм) има пълна дължина 83 калибра при дължина на ствола 80 калибра.
Оръдието се монтира в откритите сдвоени установки Dop. LC/30 и е стабилизирано по трите равнини. Общата маса на установката достига 3670 кг, от тях 630 кг тежи механизма за стабилизация. Ъглите на вертикално насочване съставляват от -9° до +85°, по хоризонталната плоскост е осигурен кръгов обстрел. Оръдието изстрелва снаряд с маса 0,742 кг.

## Конструкция
Оръдието има цял ствол с 16 прави нарези прогресивен тип – стъпката им се изменя от 1/50 в казенната част до 1/35 при дулния срез; ширината на нарезите е 4,75 мм, дълбочината – 0,55 мм.
Затворът е вертикално-плъзгащ се, клинов.
Оръдието има хидравличен противооткатен механизъм и пружинен накатник. Откатът при изстрел е 335 мм.

### Система за стабилизация
Масата на установката Dopp.LC/30 съставлява 3670 кг (от тях 486 кг – люлеещата се част на оръдията, 2162 кг – лафет, 87 кг – прицелни приспособления). Насочването на установката е ръчно, като скоростта на хоризонталното и вертикалното насочване е явно недостатъчна и съставлява 4 и 3 градуса/секунда съответно.
Установката има жироскопна стабилизация в трите плоскости, като почти 20% от теглото на установката (630 кг) съставлява теглото на механизмите за стабилизация, която може да компенсира наклон от бордово и килово люлеене на кораба в пределите на +/-19,5 градуса. Наличието на жиростабилизация и ръчното управление са съществени преимущества на това изделие на фирмата Rheinmetall. По огнева мощ установката отстъпва на четирицевните британски „пом-поми“ и шведските „бофорси“, макар значително да е по-добра от тях по точност на огъня, заради по-високите си балистични данни. Обаче опитите да се изпревари времето, напълно стабилизирайки лека зенитна установка, не са напълно успешни. Немците стават „пионери“ в създаването на напълно стабилизираните зенитни установки малък калибър, обаче последните страдат от т. нар. „детски болести“. Когато в началото на войната разрушителите „Якоби“ и „Хайнеман“ са атакувани при остров Хелголанд от британските бомбардировачи, е отбелязвано, че слабите жироскопи не винаги успяват да компенсират бързите пориви на кораба. Към това, относително незащитените силови механизми са подложени на въздействието на външната среда (водни пръски, студ, и като следствие, кондензат и пр.), което води до къси съединения и излизане от строй на веригите за управление и откази на автоматиката. Многобройните откази в работата на системите за стабилизация водят в крайна сметка до това, че немците впоследствие се отказват от подобни системи при установките с леки зенитни оръдия. Повече или по-малко успешно тази задача е решена едва след войната, със създаването на напълно закритите установки със зенитни автомати.

## Боеприпаси
В 37-мм оръдия SK C/30 се използва унитарното зареждане. Снарядът и зарядът са поместени в месингова или стомано-месингована гилза с дължина 381,5 мм. Зарядът съдържа 0,365 кг барут RP C/32 (в хода на войната се преминава на барута RP C/38N). Общата дължина на унитарния изстрел е 516,5 мм. В боекомплекта влизат следните патрони:
- Патрон с осколочно-трасиращ снаряд, ранен вариант – 3,7 cm Spgr Patr 30 L/4,1 Lh 39. Има три тънки медни водещи пояса, самоликвидаторът сработва при догарянето на трасьора. Изключен е от боекомплекта. Последващите снаряди получават по два широки медни, по-късно железни (FES, металокерамични) пояса за осигуряването на по-голяма живучест на стволовете.

Основен боекомплект:
- Патрон с осколочно-трасиращ (ОТ) снаряд – 3,7 см Spgr Patr 40 L/4,1 Lh 37.
- Патрон с осколочно-запалително-трасиращ (ОЗТ) снаряд – 3,7 см Br Spgr Patr 40 L/4,1 Lh 37.
- Патрон с бронебойно-трасиращ (БТ) снаряд със самоликвидатор – 3,7 cm Pzgr Patr L'spur Zerl.

Спомагателни изстрели:
- Патрон с учебен осколочно-трасиращ снаряд – 3,7 см Űb Spgr Patr 40 L/4,1 Lh 37.
- Холостен изстрел – Manover-Hulsenkartusche 30.
- Салютен изстрел – Salut-Hulsenkartusche 30.
- Лек учебен патрон – leichte 3,7 cm Ex Patr L/4,1.
- Тежък учебен патрон – leichte 3,7 cm Ex Patr L/4,1.
- Учебен патрон „30 (К)“ – 3,7 cm Ex Patr 30 (K).

Освен по състава на ВВ снарядите ОТ и ОЗТ са идентични. Корпусите им са оцветени в жълт цвят, на ОЗТ на корпуса с боя допълнително се нанася маркировката Br (нем. Brandgeschoss). Трасаците Lh 37 могат да дават червено, жълто или бяло светене, за което информира маркировката на корпуса на снаряда, изпълнена с кръгла лента боя от съответния цвят над горния водещ пояс. Снарядът тежи около 1,78 кг. Има взриватели KZ.40 в различно изпълнение според материала на корпуса: KZ 40 (Lm), KZ 40 (St) и KZ 40 (St-Zn).
Бронебойно-трасиращият снаряд е камерен, има балистичен накрайник и бронебоен наконечник, носи дънен взривател Bd Z 42a който е с неголям трасиращ елемент в опашната част (mit L'spur). Корпусът на снаряда е оцветен в черен цвят. При несработване на взривателя на снаряда от среща с преграда до догарянето на трасака се загрява детонатора и снарядът се самоликвидира (Zerl) (9 – 12 секунди след изстрела).
Номенклатурата на боеприпасите позволява да се води огън както по въздушни, така и по морски цели. Патроните от 3,7 см SK C/30 са невзаимозаменяеми с другите 37-мм морски и сухопътни боеприпаси, заради специалния размер на гилзата.
След войната боеприпаси за него се произвеждат в Испания примерно до началото на 60-те години.

## Модификации
37-мм зенитки могат да се поставят в единични Einh.LC/34 (Einheitslafette C/34 – универсален еднооръдеен лафет модел 1934 година) или сдвоени Dopp.LC/30 (Doppellafette С/30 – двуоръдеен лафет модел 1930 година) установки, осигуряващи вертикално насочване в пределите на -10+85 градуса. За използване на подводници е създадена модификацията на оръдието 3,7 cm SK C/30U, поставяна на лафет Ubts.LC/39 (U-Bootslafette C/39 — подводничен лафет образец 1939 г.).
Ъгъл на възвишение на установките:
- Dopp .LC/30: -10...+85 °
- Einh.LC/34: -10...+80 °
- Ubts.LC/39: -10...+90 °

Тегло на установките:
- Dopp .LC/30: 3,67 т
- Einh.LC/34: 2 т
- Ubts.LC/39: 1,45 т

Установката Einh. LC/34 се използва на малките кораби на Кригсмарине, такива като „шнелботовете“ (на немски: Schnellboot, съкр. на немски: S-Boot; според съветската класификация – торпедни катери), в състава на въоръженията на които, впрочем, така и не попада, поради относително ниската си скорострелност. Въпреки това дадените оръдия се използват на ескортните кораби от тип „F“ (на немски: Flottenbegleiter, съкр. на немски: F-Boot), тралчиците и т.н. Много често те са поставяни и на сушата в допълнение към наличните оръдиям за ПВО във флота. Някои оръдия имат стоманен 8-мм щит.
Установката Dopp. LC/30 се използва практически на всички флотски миноносци, крайцери и линкори на Германия по време на Втората световна война. Освен немските съдове, част от оръдията е експортирана в Испания. Без никаква бронева защита на установките, първоначално, без да се брои 14 – 20 мм „бруствер“ от стомана Ww, образувани от огражданията на позициите на зенитките на крайцерите и линкорите, от 1942 – 1943 г. тези установки започват да получават и щитове от 8-мм стомана.

## Експлоатация
В началото на Втората световна война 3,7 cm SK C/30 е основното средство на близката ПВО на корабите на Кригсмарине. На линейните кораби има по 8 сдвоени установки, на тежките крайцери по 6, на леките крайцери по 4. Разрушителите носят по 2 такива системи, миноносците по 1. 

Също, даденото оръдие се използва на U-boat (в модификацията LC/39) и на S-Boat (в модификацията LC/34). Това зенитно оръдие трябва да бъде на въоръжение и от самолетоносача „Граф Цепелин“, но така и не попада на него, поради прекратяването на проекта.

## Оценка
Независимо от описаните недостатъци, това 37-мм оръдие, за своето време, представлява внушителна сила. Обаче ниската скорострелност на полуавтоматичното оръдие силно влияе върху ефективността на ПВО на корабите. По тази причина в хода на войната те са заменяни с 37-мм автоматични оръдие KM42 и KM43, и практически към 1943 – 1944 г. изчезват от корабите на Кригсмарине.

## Изображения
- 3.7 cm SK C/30 в сдвоена установка DoppL C/30 (Оръжеен музей на Копенхаген).
- 3.7 cm SK C/30 в сдвоена установка DoppL C/30 (Оръжеен музей Копенхаген).
- 3.7 cm SK C/30 в сдвоена установка DoppL C/30 (Оръжеен музей Копенхаген).
- 3.7 cm SK C/30 в сдвоена установка DoppL C/30 (Оръжеен музей Копенхаген).
- 3.7 cm SK C/30 в сдвоена установка DoppL C/30 (Оръжеен музей Копенхаген).
- 3.7 cm SK C/30 в сдвоена установка DoppL C/30, снабдена с щитово прикритие (Холандски музей на бреговата отбрана „Форт Хук ван Холанд“).
- 3.7 cm SK C/30 в сдвоена установка DoppL C/30, снабдена с щитово прикритие (Холандски музей на бреговата отбрана „Форт Хук ван Холанд“).
- Еднооръдейна установка 3.7 cm SK C/30 U на лафет UbtsL C/39, свалена от потъналата през 1945 г. в порта на Гдиня немска подводница (Военноморски музей в Гдиня).
- Еднооръдейна установка 3.7 cm SK C/30 U на лафет UbtsL C/39, свалена от потъналата през 1945 г. в порта на Гдиня немска подводница (Военноморски музей в Гдиня).

## Коментари
1. ↑  Съгласно номенклатурата на артилерията на флота на Германия „SK“ (на немски: Schiffskanone) означава „корабно оръдие“, а „C“ – „на немски: Construktionsjahr“ („година на създаване или на модела“) с указание във вид на дроба в двете последни цифри на годината.